# Sigmatomera (Sigmatomera) shannoniana
Sigmatomera (Sigmatomera) shannoniana is een tweevleugelige uit de familie steltmuggen (Limoniidae). De soort komt voor in het Neotropisch gebied.